# Gigant Neo
Gigant Neo, född 17 maj 1998 i Sverige, död 20 oktober 2021, var en svensk varmblodig travhäst. Han ägdes och tränades av Stefan Melander.
Gigant Neo tävlade åren 2001–2006 och sprang in 20,3 miljoner kronor på 63 starter varav 32 segrar, 8 andraplatser och 3 tredjeplatser. Han tog karriärens största seger i Prix d'Amérique (2006), som är världens största travlopp.
Bland hans andra stora segrar räknas Långa E3 (2001), Konung Gustaf V:s Pokal (2002), Prix Marcel Laurent (2002), Grand Critérium de Vitesse (2003) och Grand Prix du Sud-Ouest (2003). Han kom även på andraplats i Svenskt Trav-Kriterium (2001), Sprintermästaren (2002), Svenskt Travderby (2002), Prix de l'Union Européenne (2003), Prix d'Amérique (2005) och Prix de France (2006).

## Karriär

### Tiden som unghäst

#### Treåring 2001
Gigant Neo började tävla som treåring. Han gick dock sitt första godkända kvallopp redan som tvååring, den 15 november 2000 på Solvalla med tränare Stefan Melander i sulkyn. Debutloppet blev sedan uppskjutet drygt ett halvår, till den 25 mars 2001 då han startade i ett unghästlopp på Solvalla. Han segrade direkt i debuten efter att ha spårat loppet runt om. Därefter var han obesegrad i karriärens fyra första starter. Han segrade bland annat i Vårfavoriten med 200 000 kronor i förstapris i den tredje starten. Första starten då han inte fick besöka vinnarcirkeln var i Gay Noons Lopp den 6 juni 2001 på Solvalla, där han startade från spår 12 och slutade på fjärdeplats. Han var tillbaka i vinnarspåret i starten därefter och inledde en ny segersvit med fyra raka segrar. Han tog bland annat en överlägsen seger i finalen av Långa E3 den 1 juli 2001 på Örebrotravet. Han segrade med sex längder efter att ha pressat sig till ledning efter ett varv. Han tog ytterligare en stor seger i starten därefter då han vann Sommarfavoriten den 25 juli 2001 på Solvalla. I båda dessa starter kördes han av Jorma Kontio, som kom att köra honom till och från under resten av karriären.
Han startade som storfavorit i finalen av Korta E3 den 25 augusti 2001 på Sundbyholms travbana. Han hade dittills varit kullens kung efter att ha segrat i åtta av nio lopp. Han lyckades dock inte infria favoritskapet denna gång, utan slutade oplacerad. Han stod därefter för flera starka prestationer igen och tog två raka segrar, bland annat i ett uttagningslopp till finalen av Svenskt Trav-Kriterium. I uttagningsloppet stötte han på From Above, som var en annan av kullens snackhästar, men besegrade denne med sex längder från ledningen. Prestationen gjorde honom till storfavorit i finalen, som gick av stapeln den 30 september 2001 på Solvalla. Denna gång tog dock From Above revansch och vann i överlägsen stil över Gigant Neo som blev tvåa. Kriteriet blev hans sista start för året.

#### Fyraåring 2002
Gigant Neo gjorde första starten som nybliven fyraåring den 13 mars 2002 på Solvalla. Han segrade direkt i årsdebuten och detta blev första segern i en svit med nio raka segrar. Han segrade bland annat i Konung Gustaf V:s Pokal den 4 maj 2002 på Åby, närmast före stallkamraten Scarlet Knight som han slog från utvändigt om ledaren.
Den 4 juli 2002 deltog han i Sprintermästaren på Halmstadtravet. Han segrade i försöket och tog sig därmed vidare till finalen som kördes senare samma kväll. Stallkamraten Scarlet Knight, körd av tränare Melander medan Gigant Neo kördes av Jorma Kontio, hade också imponerat i sitt försök och bar favoritskapet inför finalen. Gigant Neo var spelad till andrahandsfavorit. I finalloppet blev det en jämn duell mellan dessa två, men där Scarlet Knight till slut drog det längsta strået efter att ha travat i ledningen. Gigant Neo kom på andraplats.
Han siktades sedan mot årets upplaga av Svenskt Travderby på Jägersro, där han kördes av tränare Melander. Han vann sitt uttagningslopp i överlägsen stil med sju och en halv längd. I loppet var han spelad till det rekordlåga oddset 1.00. Finalen kördes den 1 september 2002. Det blev en repris på fjolårets Kriteriefinal och han kom återigen på andraplats efter en jämn upploppsduell med From Above. Även i finalen av Breeders' Crown för fyraåriga hingstar och valacker den 2 november 2002 blev han tvåa bakom vinnande From Above.

### Tiden i världseliten
Efter andraplatsen i Breeders' Crown åkte Gigant Neo till Frankrike för att träna och delta i det franska vintermeetinget på Vincennesbanan utanför Paris. Han debuterade på fransk mark den 23 november 2002 med att segra i Prix Marcel Laurent. Han tog därefter ytterligare två raka segrar, först i Prix Ariste Hemard och sedan Prix Roederer. Efter att ha varit dittills obesegrad under vintermeetinget blev han en snackhäst inför 2003 års Prix d'Amérique som den unge utmanaren. Prix d'Amérique kördes den 26 januari 2003 och tränare Melander valde att sätta upp fransmannen Jean-Michel Bazire som kusk. De slutade på tredjeplats efter en jämn upploppsstrid med Abano As och Insert Gede.
Med en tredjeplats i världens största travlopp Prix d'Amérique var Gigant Neo etablerad i världseliten. Han fortsatte att tävla i Frankrike under våren 2003 och stod för flera imponerande insatser. I första starterna efter Prix d'Amérique kom han på fjärdeplats i Prix de France och på andraplats i Prix de l'Union Européenne. Den 9 mars 2003 segrade han i Grand Critérium de Vitesse, som är det största franska sprinterloppet. Han segrade även i Grand Prix du Sud-Ouest den 6 april 2003.
Han hade ett tävlingsuppehåll sommaren 2003 då han istället tränades mot ytterligare en vinter i Paris. Vintermeetinget blev dock inte lika framgångsrikt som fjolårets. Han lyckades inte ta någon seger och i 2004 års Prix d'Amérique slutade han på sjätteplats. Han deltog i vintermeetinget även 2005 och 2006, och hade då fransmannen Dominiek Locqueneux som ordinarie kusk. I 2005 års Prix d'Amérique kom han på andraplats, slagen av den franske stjärnan Jag de Bellouet.

#### Seger i Prix d'Amérique
Den 29 januari 2006 gjorde Gigant Neo sitt tredje försök i världens största travlopp Prix d'Amérique. Liksom föregående år kördes han av Locqueneux. Han lyckades vinna loppet efter att den franske hästen och fjolårsvinnaren Jag de Bellouet blivit diskvalificerad på grund av otillåten medicinering. Segern tilldelades då i stället Gigant Neo som hade skurit mållinjen som tvåa.
Segern i Prix d'Amérique kom att bli näst sista starten i hans karriär. Sista starten gjorde han i Prix de France den 12 januari 2006 där han kom på andraplats. Hösten 2006 meddelade tränare Melander att Gigant Neo slutar att tävla.

## Avelskarriär
Gigant Neo blev verksam som avelshingst efter tävlingskarriären. Han har lämnat efter sig flera miljonärer, bland andra Neona Princess (2010), Amazon Am (2010) och Test Drive (2013).